# ميخائيل كوبر (لاعب دوري الرغبي)
ميخائيل كوبر (بالإنجليزية: Michael Cooper)‏ هو لاعب دوري الرغبي أسترالي، ولد في 15 سبتمبر 1988 في وارينغتون في المملكة المتحدة.